# Saint Mary’s University of Minnesota
Saint Mary’s University of Minnesota ist eine katholische Universität in den Vereinigten Staaten. Zu der Universität gehören ein Campus in Winona, Minnesota sowie jeweils einer in Minneapolis und Rochester. Sie gehört zu dem Institut der Brüder christlicher Schulen.

## Geschichte
Saint Mary’s wurde 1912 von Bischof Patrick R. Heffron als College gegründet, um Männern im Bistum von Winona eine höhere Bildung zu ermöglichen. 1933 übernahmen die De la Salle Brothers, ein katholischer Männerorden, das College. Von einer Zahl von 200 Studenten wuchs das Saint Mary’s in den folgenden Jahren auf eine Größe von 500 Studenten und erhielt die Anerkennung der universitären Bachelor-Studiengänge durch die North Central Association of Colleges and Schools. Seit dem Zweiten Weltkrieg wuchs die Zahl an Studiengängen und Studenten kontinuierlich an. 1969 wurden erstmals auch Frauen zu einem Studium an St. Mary’s zugelassen, später erfolgte die Übernahme des College of Saint Teresa, einem früheren College für Frauen in Winona. 1995 wurde das Saint Mary’s College in Saint Mary’s University of Minnesota umbenannt.

## Studium
Heute werden Bachelor-, Master- und Promotionsstudiengänge angeboten. Rund 5.400 Studenten sind an ihr eingeschrieben.
Neben dem Campus in Winona, in Minneapolis und dem in Rochester bietet sie an weiteren Orten in Minnesota und Wisconsin Lehrveranstaltungen an.
In einem Ranking der besten Universitäten mit Master-Abschlüssen im Mittleren Westen wurde St. Mary’s University auf Rang 30 eingestuft.

## Sport
Unter dem Namen „Cardinals“ tritt die Saint Mary’s University in 21 Sportarten an und ist in der Minnesota Intercollegiate Athletic Conference (MIAC) organisiert.